# Stonerstown (Pennsylvanie)
Stonerstown est une census-designated place du comté de Bedford, en Pennsylvanie, aux États-Unis.

## Géographie
Stonerstown se trouve au nord-est des États-Unis, dans le sud de l'État de Pennsylvanie, au sein du comté de Bedford, dont le siège de comté est Bedford. Ses coordonnées géographiques sont 40° 13′ 00″ N, 78° 15′ 27″ O.

## Démographie
Au recensement de 2010, sa population était de 376 habitants.